# Stichopogon albofasciatus
Stichopogon albofasciatus là một loài ruồi trong họ Asilidae. Stichopogon albofasciatus được Meigen miêu tả năm 1820.